# Mario Molina
Mario Molina (Mario José Molina Pasquel Henríque), mehiški kemik, * 19. marec 1943, † 7. oktober 2020
Sodeloval je pri odkritju antarktične ozonske luknje in zaradi sodelovanja pri odkritju škodljivosti klorofluoroogljikovodikovih plinov (freonov) ozonu, je bil soprejemnik Nobelove za kemijo nagrade leta 1995. Poleg tega izjemnega dosežka, je bil tudi prvi znanstvenik, ki se je rodil v Mehiki in prejel Nobelovo nagrado.

### Življenje
Rodil se je v Mehiki in je že od malih nog želel biti kemik. Pri 11 letih je začel šolanje v internatu Institud auf dem Rosenberg v Švici, saj je bilo v tistem času zelo pomembno, da znajo kemiki govoriti nemško. Šolanje za kemika je nadaljeval v Universidad Nacional Autónoma de México v Mehiki, pozneje pa se je šolal tudi v Albert-Ludwigs-Universität Freiburg v takratni Zahodni Nemčiji in v University of California, Berkeley v Kaliforniji.
Med leti 1967 in 1968 je učil in raziskoval na Universidad Autónoma de México v Mehiki. Pozneje je podobno pozicijo dobil na University of California med letoma 1975 in 1979 in potem je leta 1982 je začel delati v Caltech (Jet Propulsion Laboratory of the California Institute of Technology) in tam delal do leta 1989. V Mehiki je od leta 2005 do 2020 vodil center, ki nosi njegovo ime.
Umrl je v rojstnem kraju, Ciudad de México, v starosti 77 let.

### Delo
Med šolanjem v Kaliforniji je spoznal, kakšno škodo povzročajo freoni ozonski plasti. Leta 1974 je Mario Molina skupaj s Sherwoodom Rowland prikazal, kako freoni škodujejo ozonski plasti in predvidela, kakšno škodo ti povzročijo. S tem odkritjem sta povzročila drastično omejitev uporabe freonov in ogromno prispevala k upočasnitvi uničevanja ozonske plasti. Za njuno odkritje sta bila nagrajena z Nobelovo nagrado za kemijo leta 1995.

## Nagrade
- Tyler Prize za okoljevarstvene dosežke (1983)
- Newcomb Cleveland Prize (1987)
- NASA - Medalja za izjemne znanstvene dosežke (1989)
- Nobelova nagrada za kemijo (1995)
- ZN Okoljevarstveni program - Nagrada za okolje Sasakawa (1999)
- Heinz Award za okolje (2003)
- Volvova okoljevarstvena nagrada (2004)
- Predsedniška medalja svobode (2013)